# Archboldomys
Archboldomys (Musser, 1982) è un genere di Roditori della famiglia dei Muridi.

## Etimologia
Il termine generico deriva dalla combinazione del cognome di Richard Archbold, miliardario americano tra i principali finanziatori dell'American Museum of Natural History di New York, e dal termine -mys riferito alle forme simili ai topi.

## Descrizione

### Dimensioni
Al genere Archboldomys appartengono roditori di piccole dimensioni, con lunghezza della testa e del corpo tra 96 e 125 mm, la lunghezza della coda tra 60 e 101 mm e un peso fino a 47 g.

### Caratteristiche craniche e dentarie
Il cranio presenta un rostro sottile e la scatola cranica quadrata. Le radici ventrali delle placche zigomatiche sono posizionate sopra il primo molare. La bolla timpanica è rigonfia, i fori incisivi sono allungati.
Sono caratterizzati dalla seguente formula dentaria:

### Aspetto
La pelliccia è lunga e folta. Il muso è allungato, le orecchie e gli occhi sono piccoli. Le dita delle zampe anteriori sono munite di artigli robusti e allungati. I piedi e le dita sono lunghi e sottili, adattati alla vita terricola. La coda è più corta della testa e del corpo ed è ricoperta da grandi scaglie corredate ciascuna da tre peli. Le femmine hanno due paia di mammelle inguinali.

## Distribuzione
Sono roditori terricoli endemici dell'isola di Luzon, nelle Filippine.

## Tassonomia
Il genere comprende 2 specie.
- Archboldomys luzonensis
- Archboldomys maximus